# 弗林德斯大學
弗林德斯大學（簡稱Flinders），是一所1966年設立於澳大利亞南澳首府阿德雷得的中小型公立綜合大學。「弗林德斯」乃源於19世紀初期，一位航行並探索南澳沿岸的航海家馬修·弗林達斯之名。
弗林德斯大學（弗大）的創立宗旨是在科技創新上將有重大發展與貢獻。弗大是澳大利亚创新研究大学联盟的一員；在醫藥、人文的學術排名居澳大利亚前10名。同時在泰晤士高等教育與世界大学学术排名躋身全球前400大。

## 历史
弗林德斯大學乃於1966年3月25日由英國女王伊莉沙白二世之母——皇太后伊利沙伯於阿德萊德大學當時的「貝德佛公園分校」所揭幕開辦。而在揭幕的18天前，南澳議會已然通過一項法案，擇定於當年的7月1日在州內成立第二所大學。
開辦第一年的弗林德斯大學僅有90位教職員、四所學系、400餘位學生。經濟學者彼得·卡梅爾教授是弗大的首任校長，馬克·米切爾爵士為首任大學董事長。
2022年，由彼得·马利纳斯卡斯领导的新当选的州工党政府提出了成立一个委员会，调查南澳大利亚州三所公立大学合并的可能性。阿德莱德大学和南澳大利亚大学表示了合并的意愿。弗林德斯大学选择保持独立的实体。

## 校區
在首府阿德雷得以外的南澳地區、西南維多利亞州至北領地，皆有弗大的相關教育機構。截至2021年，國際學生佔非在校生的比例有17.7%。弗林德斯大學在亞太區有合作教育機構，他們依照弗大的校章和設計，提供相關學位的授課。

## 校內組織

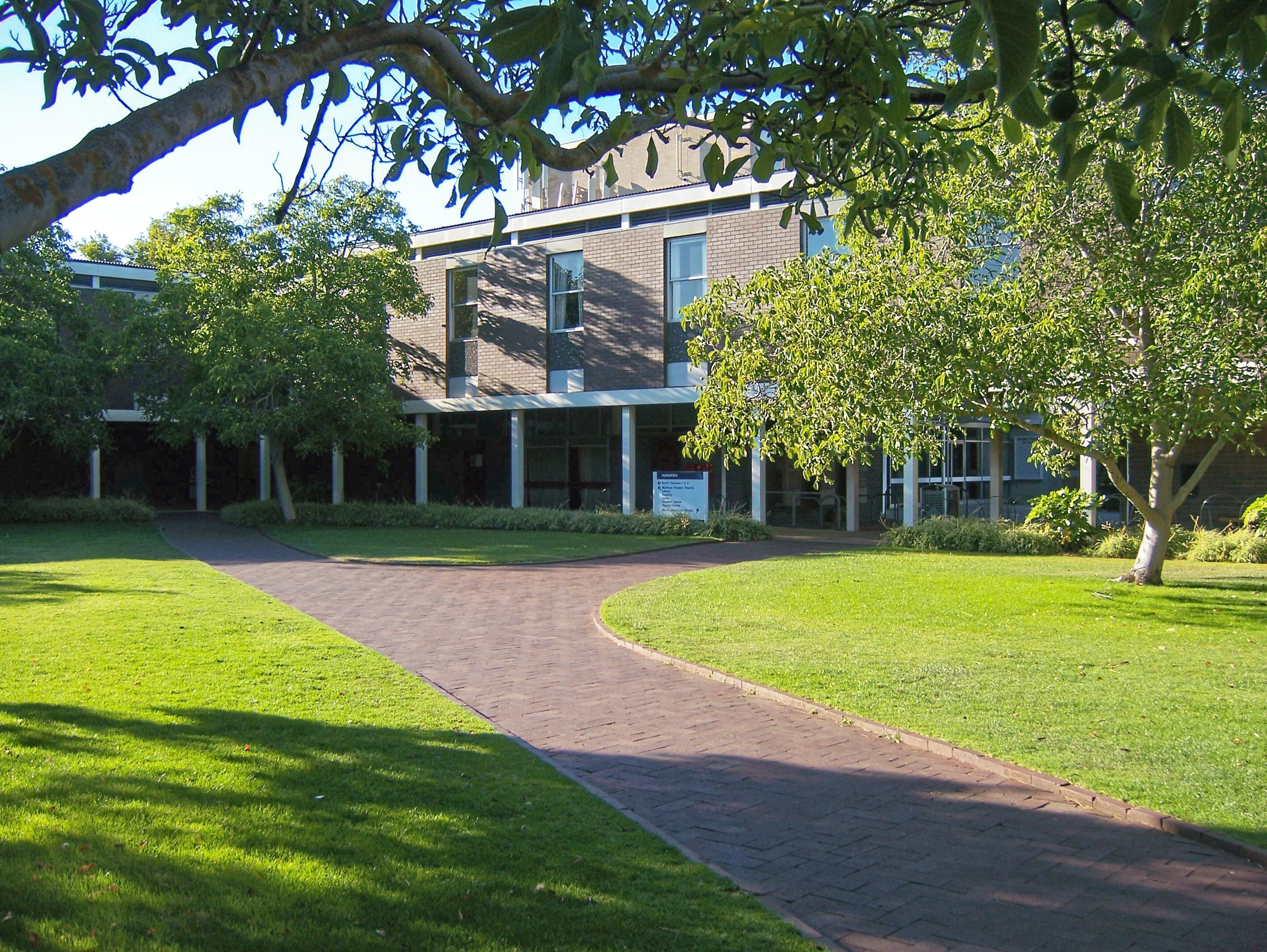
人文學院前的草坪

弗林德斯大學提供了160餘個大學和碩士學位予學生深造。許多課程應用了電子設備和技術來強化面對面教學，使學習方式得以更彈性而多元。

### 學院和系所
- 教育、人文、法律暨神學院 （页面存档备份，存于）
- 健康學院
- 工程暨理學院
- 教育、心理和社会工作学院 （页面存档备份，存于）

### 附屬學校
- 澳大利亞科學暨數學院（英语：Australian Science and Mathematics School）
- 弗林德斯醫藥中心（英语：Flinders Medical Centre）
- 阿德萊德神學院（英语：Adelaide College of Divinity）
- 海普曼學院（英语：Helpmann Academy）

## 学生生活

### 学生会

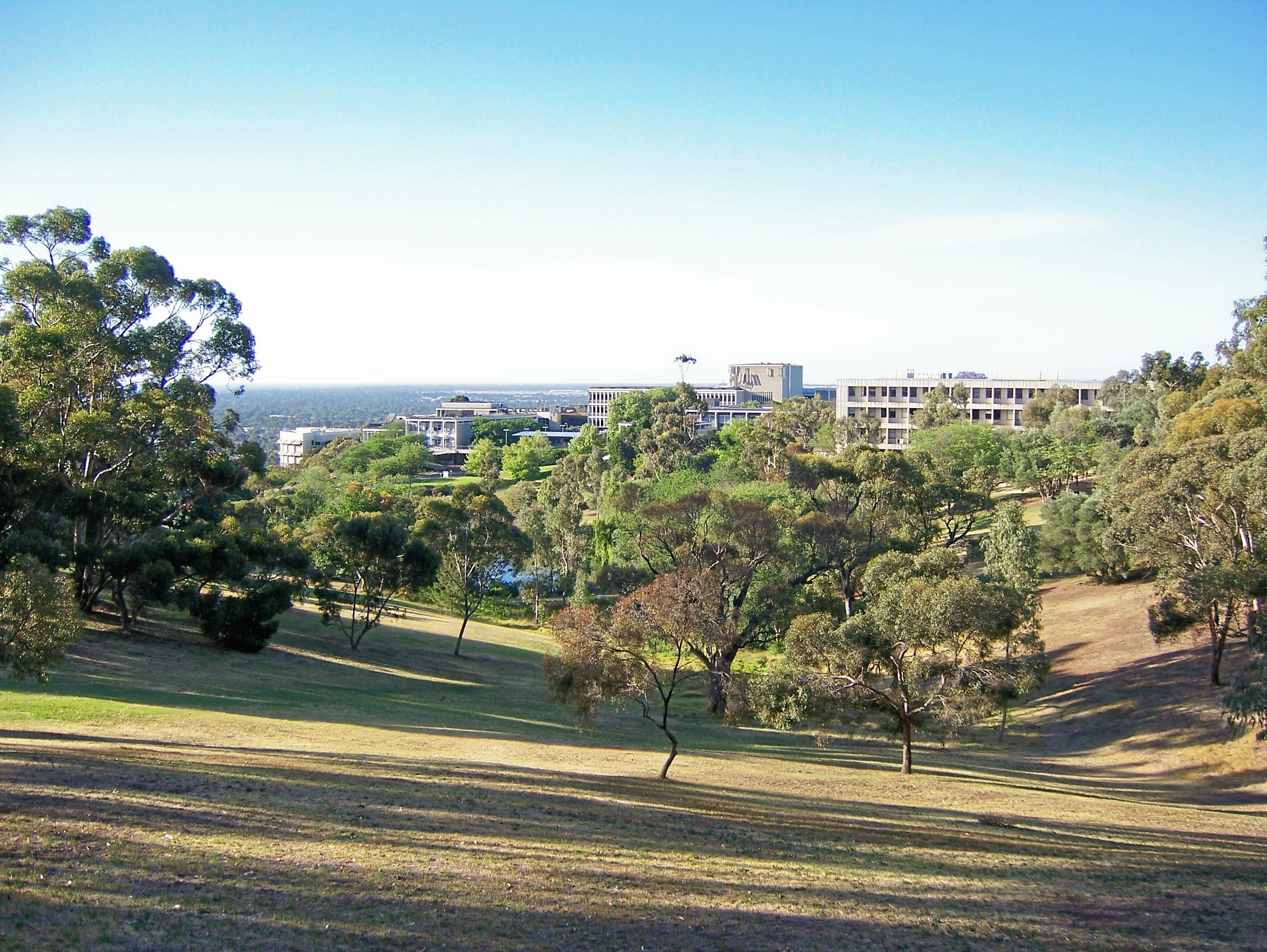
弗林德斯大學校總區的景色，遠處可見中央廣場和湖區

弗林德斯大学学生会（Flinders University Students Association (FUSA)），前身是Student Association of Flinders University (SAFU)。

### 住宿
学校有两个住校选择：
- University Hall
- Deirdre Jordan Village

### 媒体
Empire Times 1969创刊，2006年停刊，2013年复刊。

### 体育
学校有22个在册的体育俱乐部。

## 著名校友和人物

### 娱乐界
- 泽维尔·塞缪尔

### 医疗界
- 理查德·哈利斯

### 政界
- 高秀珊
- 麦克·朗
- 罗伯特·西姆斯
- 安德鲁·索斯考特

### 科学界
- 罗德尼·布鲁克斯
- 毛利卫
- 陶哲轩
- 諾妮·哈茲赫爾赫斯（英语：Noni Hazlehurst）
- 布倫丹·尼爾森（英语：Brendan Nelson）
- 約翰·舒曼（英语：John Schumann）、Michael Atkinson、Verity Truman、Chris Timms（Redgum創辦人）
- 鄭宇碩（Joseph Yu-shek Cheng）教授，香港城市大學講座教授
- 凱特·埃利斯（英语：Kate Ellis）
- 格雷格·皮克哈弗（英语：Greig Pickhaver）
- 斯科特·希克斯（英语：Scott Hicks）
- 卡勒布·劉易斯（英语：Caleb Lewis）
- 阿曼達·里斯沃思（英语：Amanda Rishworth）

## 外部連結
- 弗林德斯大學 （页面存档备份，存于）
- 弗林德斯大学中文网 （页面存档备份，存于）
- 弗林德斯戲劇中心畢業生
- 1966年南澳弗林德斯大學法案
- FlindersStudents 弗林德斯大學學生新聞
- FlindersStudents 弗林德斯大學學生論壇
- FlindersStudents 弗林德斯大學維基

附屬教育機構
- 澳大利亞科學暨數學院 （页面存档备份，存于）
- 弗林德斯醫藥中心
- 阿德雷得中央藝術學院 （页面存档备份，存于）
- 海普曼學院

校外參與組織
- 澳大利亞紐西蘭政府學院 （页面存档备份，存于）
- 澳大利亞創新科技類大學聯盟